# The Consul
The Consul (deutscher Titel: Der Konsul) ist eine Oper in drei Akten (6 Bilder) von Gian Carlo Menotti, der wie für die meisten seiner Werke fürs Musiktheater das Libretto selbst verfasst hat. Die erfolgreiche Uraufführung fand am 15. März 1950 in Philadelphia statt. Im selben Jahr bekam Menotti hierfür den Pulitzer-Preis in der Kategorie Musik verliehen.

## Handlung

### Erster Akt
1. Bild: In Sorels Wohnung, früher Morgen
Auf der Flucht vor der Polizei rettet sich der Freiheitskämpfer John Sorel verwundet in seine Wohnung. Seiner Frau Magda und seiner Mutter berichtet er von der Gefahr, in der er schwebt. Als die Polizei in sein Haus tritt, kann sich John auf dem Dach verstecken und bleibt folglich unentdeckt. Nachdem sich die Polizei zurückgezogen hat, erklärt John, dass er im Ausland untertauchen werde. Er beauftragt Magda, sie solle vorher für sich und das Kind im Konsulat das nötige Visum für die Ausreise besorgen. Er selbst werde später folgen.
John verabschiedet sich von Frau und Mutter und verlässt die Wohnung (Terzett: Now, o lips, say good-bye „Lippen sagt lebewohl“).
2. Bild: Im Konsulat, später am gleichen Tag
Im Konsulat warten verschiedene Leute auf ihre Visa. Hier waltet die Sekretärin ihres Amtes: sie prüft Papiere, verteilt Fragebögen, lehnt Visumgesuche ab und lässt alle rücksichtslos warten. Unter den Antragstellern sind ein Herr Kofner, dessen Papiere wieder nicht in Ordnung sind, und eine Italienerin, deren Erzählung von ihrer kranken Tochter aus dem Italienischen übersetzt werden muss. Magda betritt das Konsulat und bittet die Sekretärin, zum Konsul vorgelassen zu werden. Sie stellt sich als Frau des Freiheitskämpfers Sorel vor; es ist umsonst – man gibt ihr keinen Termin, stattdessen nur Formulare, die sie zunächst ausfüllen muss. Die Bürokratie nimmt ihren Lauf. Resigniert setzt sie sich zu den anderen Wartenden (Quintett: In endless waiting rooms the hour stands still „Beim endlos langen Warten steht die Zeit“).

### Zweiter Akt
1. Bild: In Sorels Wohnung, abends, einen Monat später
Vier Wochen später ist Magda immer noch in der Wohnung, da sie bisher keinen Termin beim Konsul bekommen hat. Ihr Kind liegt im Sterben. Furchtbare Träume quälen sie: John und die Sekretärin erscheinen ihr als drohende Visionen. Schreiend erwacht Magda und wird von der Mutter getröstet. Da fliegt plötzlich ein Stein durchs Fenster, was das erwartete Zeichen ist, den Verbindungsmann Assan anzurufen. Der Geheimagent der Polizei erscheint und will Magda zum Verrat an John und seinen Mitwissern bewegen. Sie weist ihn wütend hinaus. Assan erscheint und erzählt, dass John sich noch immer in den Bergen an der Grenze verstecke. Er werde erst ins Ausland gehen, sobald er sicher sei, dass Magda das Visum habe. Magda beschwört Assan, John vorzulügen, dass ihre Papiere in Ordnung seien. Nur so, weiß sie, kann sie ihren Mann retten. Inzwischen entdeckt die Mutter, dass das Kind gestorben ist. Beide Frauen klagen nicht um das tote Kind, sondern um John, der es nie wieder sehen wird.
2. Bild: Im Konsulat, einige Tage später
Im Wartezimmer sitzen wieder dieselben Antragsteller. Die Sekretärin hat das Gesuch von Anna Gomez gefunden, teilt dieser mit, dass der Fall nicht einzigartig sei und sie nicht wisse, was sie für Frau Gomez tun könne. Magda tritt ein und bittet die anderen, vorgelassen zu werden. Der Zauberer Magadoff stimmt zwar widerwillig zu, die Sekretärin verneint es jedoch als „gegen das Prinzip“. Bei dem Versuch, sich durch seine Kunst auszuweisen, zeigt der Zauberer allerlei Kunststücke und versetzt alle in Trance (Szene: My charming Ma’moiselle „Charmante Mademoiselle“). Die Sekretärin beschwert sich indessen vehement über die Störung des Büroablaufs. Magda fleht die Sekretärin an, endlich zum Konsul vorgelassen zu werden. Sie wird wieder vertröstet, was eine flammende Anklage Magdas gegen die Bürokratie zur Folge hat (Magdas Arie: To this we’ve come „Wir sind soweit“). Die Sekretärin erklärt Magda, sie werde nun doch zum Konsul vorgelassen werden, sobald ein wichtiger Besucher gegangen sei. Als sich die Tür zum Zimmer des Konsuls öffnet, kommt der Geheimagent heraus. Magda fällt in Ohnmacht.

### Dritter Akt
1. Bild: Im Konsulat am späten Nachmittag einige Tage später
Wieder wartet Magda im Konsulat und erlebt, wie Vera Boronel endlich ihre Dokumente erhält. Assan betritt das Konsulat, um Magda mitzuteilen, dass John trotz der widrigen Umstände, in denen er sich befindet, zurückkommen werde. Magda eilt nach Hause. Wenige Minuten vor Büroschluss kommt John ins Konsulat. Die Polizei verfolgt ihn und dringt ins Konsulat ein. Trotz des Protestes der Sekretärin gegen die Verhaftung auf exterritorialem Gebiet wird John abgeführt. Die Sekretärin verspricht John, Magda telefonisch zu benachrichtigen.
2. Bild: In Sorels Wohnung, am gleichen Abend
Das Telefon läutet und verstummt, als Magda nach Hause kommt. Sie ist am Ende und zum Selbstmord entschlossen. Frustriert öffnet sie alle Gashähne (Szene: I’ve never meant to do this „An das hätt’ ich niemals gedacht“). In einer Vision erscheinen der Sterbenden die Mutter, John, die Sekretärin und alle anderen Personen aus dem Konsulat. Als das Telefon erneut läutet, erwacht Magda. Sie hat aber nicht mehr die Kraft, abzuheben, das Telefon klingelt weiter.

## Diskographie
- Louis Otey (John), Susan Bullock (Magda), Jacalyn Kreitzer (Mutter), Victoria Livengood (Sekretärin), John Horton Murray (Magadoff), u. a.; Spoleto Festival Orchestra, Richard Hickox (Dir.). Chandos 9706(2).